# Ennetmoos
Ennetmoos este un oraș în Elveția.